# Каменське-Млини
Каменське-Млини (пол. Kamieńskie Młyny) — село в Польщі, у гміні Возьники Люблінецького повіту Сілезького воєводства.
Населення — 647 осіб (2011).
У 1975-1998 роках село належало до Ченстоховського воєводства.

## Демографія
Демографічна структура станом на 31 березня 2011 року:
|          | Загалом | Допрацездатний вік | Працездатний вік | Постпрацездатний вік |
| -------- | ------- | ------------------ | ---------------- | -------------------- |
| Чоловіки | 328     | 83                 | 215              | 30                   |
| Жінки    | 319     | 70                 | 184              | 65                   |
| Разом    | 647     | 153                | 399              | 95                   |